# Tarnowski

Das Adelswappen der Familie von Tarnowski, Wappengemeinschaft Leliwa

Tarnowski ist der Name eines polnischen Adelsgeschlechts, die weibliche Form des Namens lautet Tarnowska.
Träger dieses Namens sind:
- Arthur Tarnowski (* 1971), kanadischer Filmeditor
- Friedrich Wilhelm Ladislaus Tarnowski (1811–1847), polnischer Schriftsteller und Journalist
- Hartwig Tarnowski (* 1950), deutscher General des Heeres der Bundeswehr
- Jan Amor Tarnowski (1488–1561), polnischer Feldherr (Großhetman der polnischen Krone) und Staatsbeamter (Starost, Wojewode, Kastellan)
- Kliment Tarnowski († 1901), bulgarischer Politiker und Ministerpräsident
- Paweł Tarnowski (Fußballspieler) (* 1990), polnischer Fußballspieler
- Paweł Tarnowski (Windsurfer) (* 1994), polnischer Windsurfer
- Stanisław Tarnowski (Biały) (1838–1909), polnischer Maler
- Stanisław Tarnowski (1837–1917), polnischer Literaturhistoriker, Kritiker und politischer Publizist
- Violetta Tarnowska Bronner (* 1938; † ca. 2017), polnische Schauspielerin
- Władysław Tarnowski (1836–1878), polnischer Klavierspieler, Komponist, Dichter, Dramaturg, Übersetzer
- Wolfgang Tarnowski (1931–2018), deutscher Biochemiker, Autor und Politiker (SPD)

Siehe auch:
- Tarnowskyj